# Leslie Cliff (simmare)
Leslie Cliff, född 11 mars 1955 i Vancouver, är en kanadensisk före detta simmare.
Cliff blev olympisk silvermedaljör på 400 meter medley vid sommarspelen 1972 i München.